# إتيان قاي
إتيان قاي هو سياسي كندي، ولد في 16 فبراير 1774، وتوفي في 29 ديسمبر 1820.